# Bradypodion caffrum
Bradypodion caffrum är en ödleart som beskrevs av  Oskar Boettger 1889. Bradypodion caffrum ingår i släktet Bradypodion och familjen kameleonter. Inga underarter finns listade.